# Chelaseius caudatus
Chelaseius caudatus är en spindeldjursart som beskrevs av Wolfgang Karg 1983. Chelaseius caudatus ingår i släktet Chelaseius och familjen Phytoseiidae. Inga underarter finns listade i Catalogue of Life.